# Tranh vẽ nguệch ngoạc

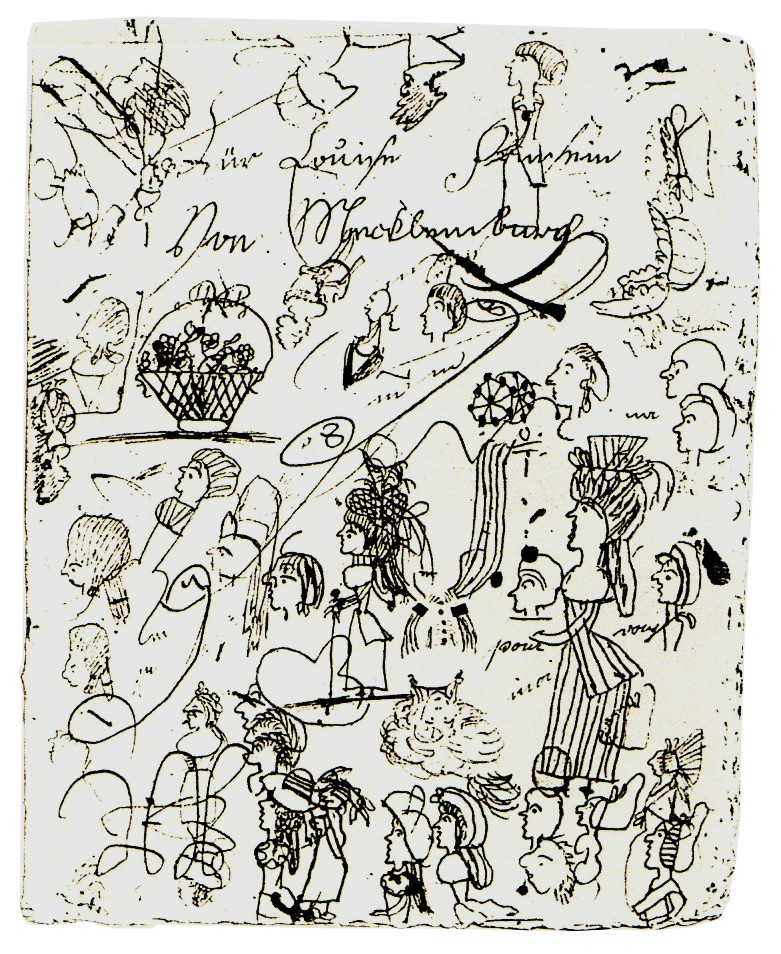
Tranh vẽ nguệch ngoạc của Luise von Mecklenburg-Strelitz, Nữ hoàng Phổ, c. 1795

Tranh vẽ nguệch ngoạc / doodle là một bản vẽ được thực hiện trong khi sự chú ý của một người tập trung vào nơi khác. Các tranh vẽ này là những hình vẽ đơn giản có thể có ý nghĩa biểu diễn cụ thể hoặc có thể chỉ bao gồm các đường ngẫu nhiên và trừu tượng, nói chung là khi bút không bao giờ bị nhấc ra khỏi giấy, trong trường hợp đó thường được gọi là "viết nguệch ngoạc".
Tranh vẽ và viết nguệch ngoạc thường liên quan đến trẻ nhỏ và trẻ mới biết đi, bởi vì việc thiếu sự phối hợp tay-mắt và sự phát triển tinh thần thấp hơn của chúng thường khiến cho bất kỳ đứa trẻ nào không thể cố gắng tô màu trong nghệ thuật vẽ chủ đề. Mặc dù vậy, không có gì lạ khi người lớn có hành vi như vậy, trong trường hợp đó thường chúng được được thực hiện một cách vui vẻ, để thoát khỏi nhàm chán.
Các ví dụ điển hình về tranh vẽ nguệch ngoạc được tìm thấy trong sổ ghi chép của trường, thường ở lề, được vẽ bởi các sinh viên mơ mộng hoặc mất hứng thú trong giờ học. Các ví dụ phổ biến khác về vẽ nguệch ngoạc được tạo ra trong các cuộc trò chuyện qua điện thoại kéo dài nếu có sẵn bút và giấy.
Các loại hình vẽ nguệch ngoạc phổ biến bao gồm các phiên bản vẽ kiểu hoạt hình của giáo viên hoặc bạn cùng trường học, các nhân vật truyện tranh hoặc truyền hình nổi tiếng, phát minh ra các sinh vật hư cấu, phong cảnh, hình dạng hình học, mô hình, kết cấu hoặc cảnh giả. Hầu hết những người vẽ nguệch ngoạc thường thích vẽ lại nhiều lần hình dạng hoặc nhân vật trong tranh vẽ nguệch ngoạc trong suốt cuộc đời họ.

## Ảnh hưởng đến trí nhớ
Theo một nghiên cứu được công bố trên tạp chí khoa học Tâm lý học nhận thức ứng dụng, vẽ nguệch ngoạc có thể hỗ trợ trí nhớ của một người bằng cách sử dụng đủ năng lượng để giữ cho một người không mơ mộng, đòi hỏi rất nhiều khả năng xử lý của não, cũng như việc không chú ý. Do đó, nó hoạt động như một trung gian hòa giải giữa phổ suy nghĩ quá nhiều hoặc suy nghĩ quá ít và giúp tập trung vào tình huống hiện tại. Nghiên cứu được thực hiện bởi Giáo sư Jackie Andrade, Trường Tâm lý học tại Đại học Plymouth, người đã báo cáo rằng những người hay vẽ nguệch ngoạc trong thí nghiệm của bà đã nhớ lại trung bình 7,5 thông tin (trong tổng số 16), nhiều hơn 29% so với mức trung bình 5,8 bởi nhóm kiểm soát được nhóm lại từ những người không vẽ nguệch ngoạc.
Việc vẽ nguệch ngoạc cũng có tác dụng tích cực đối với sự hiểu biết của con người. Tạo các mô tả trực quan về thông tin cho phép hiểu sâu hơn về tài liệu được học. Khi vẽ nguệch ngoạc, một người đang tham gia các con đường thần kinh theo những cách cho phép sàng lọc và xử lý thông tin hiệu quả và nhanh chóng. Vì những lý do này, vẽ nguệch ngoạc được sử dụng như một công cụ học tập và thiết bị bộ nhớ hiệu quả.

## Là một thiết bị trị liệu
Doodling có thể được sử dụng như một kỹ thuật giảm căng thẳng. Điều này tương tự như các hoạt động vận động khác như bồn chồn hoặc nhịp độ cũng được sử dụng để làm giảm căng thẳng tinh thần. Theo đánh giá của hơn 9.000 hình tượng trưng được gửi, gần 2/3 số người được hỏi nhớ lại hình tượng trưng khi ở trạng thái "căng thẳng hoặc bồn chồn" như một biện pháp để giảm bớt những cảm xúc đó. Các nhà khoa học tin rằng căng thẳng việc vẽ nguệch ngoạc của giảm tính chất phát sinh từ cách mà các hành động vẽ tham gia với mạng chế độ mặc định của não. Vẽ nguệch ngoạc thường được kết hợp vào liệu pháp nghệ thuật, cho phép người dùng hành động chậm lại, tập trung và giảm căng thẳng.